# Basilica del Sacro Cuore (Koekelberg)
La basilica del Sacro Cuore (basilique du Sacré-Cœur) è edificata nella regione di Bruxelles-Capitale, in Belgio, nel comune di Koekelberg, e per estensione è la sesta chiesa al mondo.

## Storia
Posta la prima pietra nel 1905, per commemorare i 75 anni dell'indipendenza belga, su commissione di Leopoldo II del Belgio che morirà nel 1909, la basilica viene completata nel 1971.  Il 28 gennaio 1952 papa Pio XII l'ha elevata al rango di basilica minore.

## Descrizione
La basilica rappresenta la maggiore costruzione al mondo dell'Art déco, con i suoi 89 metri di altezza e 167 metri di lunghezza esterna. Le torri sono alte 65 metri e la cupola che domina l'insieme si trova a un'altezza di 100 metri per un diametro di 33 metri.
All'interno è coperta con terracotta e decorata da magnifiche vetrate.